# Collada de Castellet
La Collada de Castellet és un coll a 1.472,5 m d'altitud del terme municipal de Tremp, del Pallars Jussà, al límit entre els antics municipis de Gurp de la Conca, també del Pallars Jussà, i d'Espluga de Serra, de l'Alta Ribagorça. Per tant, és la partió geogràfica de les dues comarques, però administrativament ha quedat del tot inclosa en el Pallars Jussà.
Està situada a la carena de la Serra de Castellet, al sud-oest de Roca Lleuda. Hi discorre la pista de muntanya de Santa Engràcia al Castellet.